# كاريل دي سميت
كاريل دي سميت (21 أغسطس 1980 بغنت في بلجيكا - ) هو لاعب كرة قدم بلجيكي في مركز الدفاع. لعب مع رويال أنتويرب وفيربرويديرينغ غيل ونادي لوكيرين وK.R.C. Zuid-West-Vlaanderen ‏ ودايجون هانا سيتزن وK.F.C. Vigor Wuitens Hamme ‏ وتينين هاجلاند.

## وصلات خارجية
- كاريل دي سميت على موقع دوري كوريا الجنوبية (الإنجليزية)
- كاريل دي سميت على موقع قاعدة بيانات كرة القدم.إي يو (الإنجليزية)
- كاريل دي سميت على موقع Soccerway.com (الإنجليزية)